# Helonias bullata
Helonias bullata is een plant uit de eenbesfamilie (Melanthiaceae). De soort werd door Carl Linnaeus vermeld in zijn Species plantarum uit 1753.
Het is een kruidachtige, vaste plant met wortelstokken. De plant groeit in grote, dichte ‘tapijten’. De bladeren zijn tot 30 cm lang, lancetvormig en parallelnervig. Gedurende de winter verkleuren de bladeren vaak van groen naar roodbruin en liggen ze vlak op de bodem of zijn ze iets verhoogd. Vaak zijn ze dan bedekt door bladafval. In het centrum van de bladeren bevindt zich dan een ronde knop, het bloemhoofd voor het volgende bloeiseizoen. De bladeren vormen een grondstandige rozet die ontspringen van een stevige, holle stengel. Deze stengel kan 20-90 cm hoog worden tijdens het bloeien en tot 1,5 m hoog tijdens het rijpen van de zaden.
De plant bloeit van april/mei tot in juni met clusters van dertig tot vijftig helderroze, geurige bloemen. Na bevruchting vormt zich een omgekeerd-hartvormige doosvrucht die na opensplijten langwerpige zaden loslaat.
De soort komt voor in zoet waterwetlands in de staten aan de oostkust van de Verenigde Staten (Delaware, Georgia, Maryland, New Jersey, New York, North Carolina, South Carolina, Virginia), waar deze plaatselijk algemeen is. Desondanks worden de meeste populaties in hun bestaan bedreigd. De plant wordt bedreigd door verzamelaars, watervervuiling, het draineren van zijn habitat en vernietiging van zijn habitat. De genetische diversiteit van de soort is afgenomen.

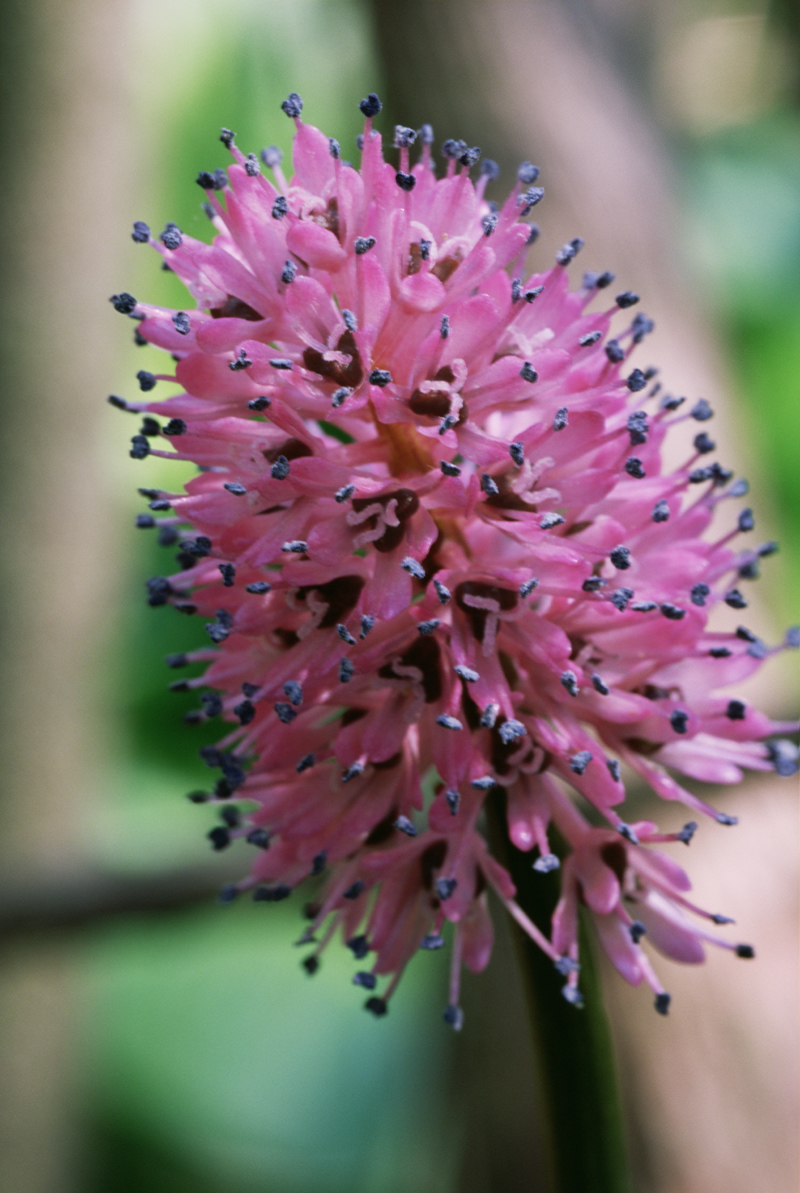
Bloeiwijze

In de Verenigde Staten maakt de plant deel uit van de CPC National Collection of Endangered Plants. Namens het Center for Plant Conservation houdt de New York Botanical Garden zich bezig met de bescherming van de plant.